# Atlético Monte Azul
Atlético Monte Azul is een Braziliaanse voetbalclub uit de stad Monte Azul Paulista in de staat São Paulo in Brazilië. 

## Geschiedenis
De club werd opgericht in 1920. In 1950 werd de club een profclub en ging in de tweede klasse van het  Campeonato Paulista spelen. De club eindigde drie seizoenen in vrij onderaan de rangschikking en werd dan terug een amateurclub. In 1961 werden ze opnieuw een profclub en gingen in de derde klasse spelen tot 1966. Daarna keerde de club nog terug in 1975 en 1976.
In 1990 begon de club terug in de vierde klasse en promoveerde meteen naar de derde klasse, waar ze drie jaar speelden. De club moest in 1994 terug in de vijfde klasse beginnen, maar promoveerde opnieuw twee keer op rij. De club werd echter laatste en degradeerde terug naar de vierde klasse. Na een jaar geen competitie begonnen ze in 1999 terug in de vijfde klasse en speelden daar drie jaar. In 2004 kon de club weer promoveren naar de Série A3. De club was in 2005 meteen in de running voor promotie, maar verloor deze in de eindronde op de laatste speeldag aan XV de Piracicaba. Nadat de club in 2006 de eindronde miste bereikten ze in 2007 de finale en verloren deze van Olímpia. De club promoveerde zo wel terug naar de Série A2 na een afwezigheid van 56 jaar. Twee jaar later werd de club kampioen en promoveerde zo voor het eerst naar de hoogste klasse van de staatscompetitie.
De club degradeerde meteen terug naar de Série A2. In 2011 bereikte de club opnieuw de eindronde om promotie, maar kon die nu niet afdwingen. Nadat de club drie jaar op rij in de middenmoot eindigde kon de degradatie in 2015 maar op het laatste nippertje vermeden worden. In 2016 eindigden ze op dezelfde plaats, maar door herstructureringen degradeerden dat jaar zes clubs. In de Série A3 van 2017 bereikte de club de eindronde en verloor daar in de halve finale van Inter de Limeira. In 2019 konden ze zich als zevende in de stand net voor de eindronde plaatsen. Na overwinningen op Capivariano en Desportivo Brasil plaatste de club zich voor de finale tegen Audax, die ze verloren, de club promoveerde wel. In 2024 degradeerde de club opnieuw uit de Série A2, later dat jaar won de club wel de Copa Paulista waardoor de club, als derdeklasser in 2025 mag aantreden in de nationale Série D. De club kon wel al promotie naar de Série A2 afdwingen voor de start van de Série D.

## Erelijst
Copa Paulista
2024